# Kanton Castillon-en-Couserans
Der Kanton Castillon-en-Couserans war bis 2015 ein französischer Wahlkreis im Département Ariège und in der Region Midi-Pyrénées. Er umfasste 26 Gemeinden im Arrondissement Saint-Girons, sein Hauptort (frz.: chef-lieu) war Castillon-en-Couserans. Die landesweiten Änderungen in der Zusammensetzung der Kantone brachten im März 2015 seine Auflösung.

## Gemeinden
| Gemeinde                    | Einwohner (Stand: 2022) | Code postal | Code Insee |
| --------------------------- | ----------------------- | ----------- | ---------- |
| Antras                      | 74                      | 09800       | 09011      |
| Argein                      | 192                     | 09800       | 09014      |
| Arrien-en-Bethmale          | 123                     | 09800       | 09017      |
| Arrout                      | 92                      | 09800       | 09018      |
| Aucazein                    | 62                      | 09800       | 09025      |
| Audressein                  | 146                     | 09800       | 09026      |
| Augirein                    | 80                      | 09800       | 09027      |
| Balacet                     | 47                      | 09800       | 09034      |
| Balaguères                  | 197                     | 09800       | 09035      |
| Bethmale                    | 100                     | 09800       | 09055      |
| Bonac-Irazein               | 125                     | 09800       | 09059      |
| Les Bordes-sur-Lez          | 216                     | 09800       | 09062      |
| Buzan                       | 40                      | 09800       | 09069      |
| Castillon-en-Couserans      | 433                     | 09800       | 09085      |
| Cescau                      | 162                     | 09800       | 09095      |
| Engomer                     | 314                     | 09800       | 09111      |
| Galey                       | 113                     | 09800       | 09129      |
| Illartein                   | 73                      | 09800       | 09141      |
| Orgibet                     | 164                     | 09800       | 09219      |
| Saint-Jean-du-Castillonnais | 28                      | 09800       | 09263      |
| Saint-Lary                  | 147                     | 09800       | 09267      |
| Salsein                     | 46                      | 09800       | 09279      |
| Sentein                     | 170                     | 09800       | 09290      |
| Sor                         | 28                      | 09800       | 09297      |
| Uchentein                   | 20                      | 09800       | 09317      |
| Villeneuve                  | 42                      | 09800       | 09335      |